# Bonne af Bourbon, grevinde af Savoyen
Bonne af Bourbon, grevinde af Savoyen (født 1341, død 19. januar 1402 i Mâcon, dengang ved grænsen til Savoyen, nu i Frankrig) var et medlem af den udvidede franske kongeslægt. 
I kraft af sit ægteskab blev hun grevinde af Savoyen, og hun blev flere gange regent af Savoyen .

## Forældre
Bonne af Bourbon var datter af Peter 1., hertug af Bourbon og Isabelle af Valois, hertuginde af Bourbon. 

## Forfædre
Gennem sin far var Bonne sønnedatter af hertug Ludvig 1. af Bourbon. Hun var oldedatter af grev Robert af Clermont samt tipoldedatter af kong Ludvig den 9. af Frankrig og Henrik 5., greve af Luxembourg.
Gennem sin mor var Bonne datterdatter af Karl af Valois og Mahaut af Châtillon. Hun var oldedatter af kong Filip 3. af Frankrig samt tipoldedatter af kong Ludvig den 9. af Frankrig og kong Jakob 1. af Aragonien.

## Søskende
Bonne var søster til hertug Louis 2. af Bourbon og til dronning Joanna af Bourbon (gift med kong Karl den Vise af Frankrig).

## Efterkommere
Bonne af Bourbon blev farmor til greve (senere hertug) Amadeus 8. af Savoyen, der blev modpave under navnet Felix 5..